# زلكوفا نيرية الأوراق
زلكوفا نيرية الأوراق (الاسم العلمي:Zelkova carpinifolia) هو نوع من النباتات يتبع جنس الزلكوفا من فصيلة الدردارية.